# 5517 Johnerogers
5517 Johnerogers eller 1989 LJ är en asteroid i huvudbältet som upptäcktes 4 juni 1989 av den amerikanske astronomen Eleanor F. Helin vid Palomar-observatoriet. Den är uppkallad efter den amerikanske astronomen John E. Rogers.
Asteroiden har en diameter på ungefär 6 kilometer och den tillhör asteroidgruppen Eunomia.